# Velký vrch
Velký vrch är en kulle i Tjeckien. Den ligger i den centrala delen av landet, 140 km öster om huvudstaden Prag. Toppen på Velký vrch är 604 meter över havet. Velký vrch ingår i Žďárské vrchy.
Terrängen runt Velký vrch är huvudsakligen platt, men åt nordväst är den kuperad.Runt Velký vrch är det ganska tätbefolkat, med 70 invånare per kvadratkilometer. Närmaste större samhälle är Polička, 2,1 km söder om Velký vrch. I omgivningarna runt Velký vrch växer i huvudsak blandskog.